# Клаус Бо Ларсен
Клаус Бо Ларсен (дан. Claus Bo Larsen) — данський футбольний суддя міжнародної категорії. З 1996 року по 2010 рік був арбітром ФІФА. Найкращий арбітр Данії чотири роки поспіль з 2007 по 2010 рік.

## Кар'єра
З 1994 року судив матчі данської вищої футбольної ліги.
Крім суддівства в Данській Суперлізі Клаус Бо Ларсен брав участь у суддівстві матчів на Олімпійських іграх 2004 року в Афінах, судив матчі Кубка УЄФА починаючи з сезону 2003/04 (7 матчів, показав 32 жовті картки), матчі Ліги Чемпіонів — починаючи з сезону 2000/01 (22 матчі, 45 жовтих карток). Також був арбітром на молодіжних чемпіонатах світу у 1999 та 2005 роках, Кубку націй ОФК 2004 року та клубному чемпіонаті світу 2007 року.
У 2008 році був обраний головним арбітром матчу на Суперкубок УЄФА між командами «Зеніт» (Санкт-Петербург) і «Манчестер Юнайтед». Матч відбувся 29 серпня 2008 року.
Був у розширеному списку кандидатів на поїздку на чемпіонат світу 2006 та 2010 року, проте в обох випадках в фінальний перелік арбітрів не потрапляв. Незважаючи на те, що судив півфіналі Ліги Європи 2009/10 «Гамбург» — «Фулгем» і півфінал Ліги чемпіонів 2008/09 «Манчестер Юнайтед» — «Арсеналом». Останній матч на міжнародній арені відсудив у Лізі чемпіонів між «Міланом» та «Аяксом» (0:2) у середу, 8 грудня 2010 року En kamp som Ajax Amsterdam vandt 2-0..
На національному рівні продовжив працювати аж до 2013 року і він встановив рекорд за кількістю відсуджених матчів — 328 ігор у 19 сезонах вищого дивізіону Данії. Свій останній матч провів 20 травня 2013 року, в якому зустрілись «Копенгаген» і «Сеннер'юск» (1:1).